# Bibliothèque multimédia intercommunale d'Épinal
Pour les articles homonymes, voir BMI.
La bibliothèque multimédia intercommunale d’Épinal (bmi) est une bibliothèque publique française située à Épinal, dans le département des Vosges. Elle dessert le territoire de  la Communauté d'agglomération d'Épinal. Cinq autres bibliothèques complètent l’offre de lecture publique : le relais bmi de Golbey, la médiathèque de Thaon-les-Vosges, la médiathèque du Val de Vôge de Bains-les-Bains, la médiathèque de Xertigny et la médiathèque de Deyvillers.

## Historique

### La Révolution et la bibliothèque de l'École
Les confiscations révolutionnaires dans les Vosges touchèrent les bibliothèques des abbayes de Senones, Étival, Moyenmoutier et Chaumousey mais aussi la bibliothèque des Princes de Salm-Salm. Il faut souligner le particularisme des confiscations opérées à Moyenmoutier : ce sont les livres et les boiseries de l'abbaye qui sont objet des saisies et qui seront acheminés vers Épinal où se situe l'École centrale. Mais la première bibliothèque publique d’Épinal n'ouvrit qu'en 1825 avec sa collection de 18 000 ouvrages composée de manuscrits, de livres anciens et d’estampes. En effet, un espace assez vaste devait être construit pour accueillir ces imposants meubles. La nouvelle bibliothèque s'installera dans le bâtiment du Collège, place Lagarde. Elle prendra alors le nom de bibliothèque de l'École. Les boiseries sont démontées à Moyenmoutier en juin 1824. Le remontage sera achevé en mai 1825.

### AuXXesiècle, la Maison Romaine

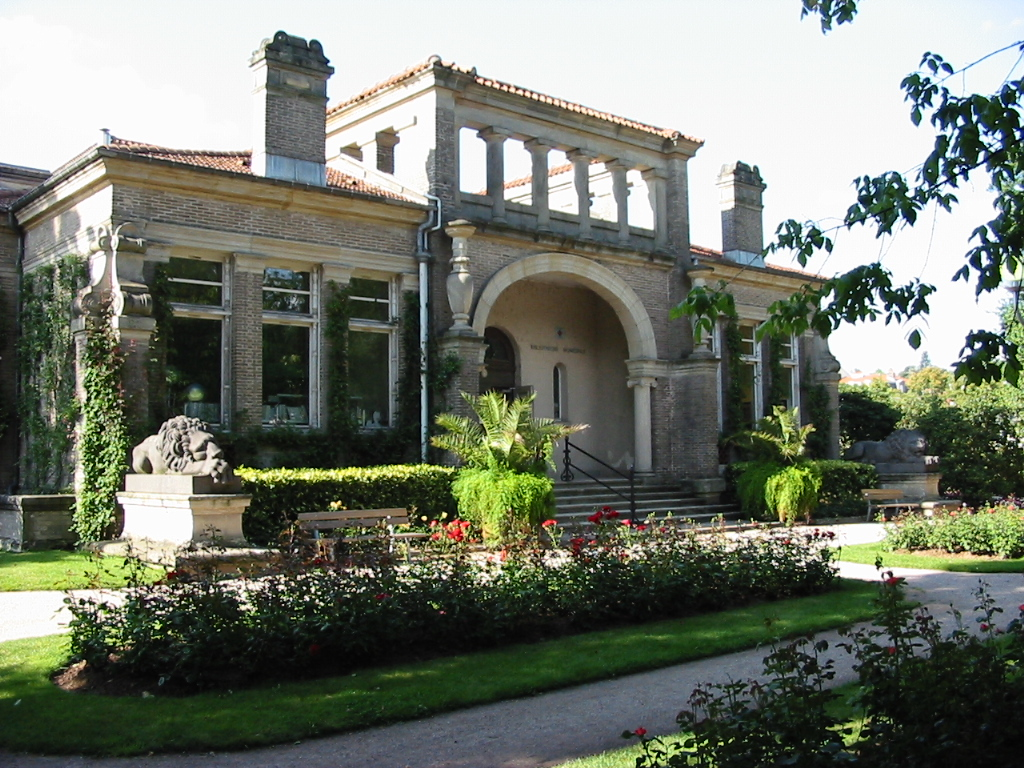
Maison romaine

Tout au long du XIXe siècle, les collections de la bibliothèque se sont enrichies par des acquisitions et des dons. La place devenant restreinte, un nouveau bâtiment est recherché. En 1902, la Ville d'Épinal acquiert la Maison romaine, elle prévoit d'installer les boiseries et les collections, dans la partie inachevée, le bâtiment à colonnes.

### AuXXIesiècle, la bmi
Afin d’offrir un équipement et des collections plus modernes à ses usagers, la Communauté de Communes d’Épinal-Golbey lance en 2005 un concours d’architecte, remporté par le cabinet d’architectes Chabanne & partenaires,. 
Le bâtiment, qui a une surface totale de 4 300 m2, a ouvert le 18 avril 2009. 
Avant d’être installées dans ce nouveau bâtiment les boiseries de l'abbaye de Moyenmoutier ont fait l’objet d’une campagne de restauration. En raison du classement des boiseries le 5 août 1994, les opérations de restauration ont été conduites par l'architecte en chef des monuments historiques, Pierre Bortolussi, et réalisées par les Ateliers Jean-Baptiste Chapuis.

## Le réseau
Le réseau des bibliothèques de la Communauté d’Agglomération d’Épinal réunit 5 équipements de lecture publique :
- la bmi, bibliothèque multimédia intercommunale à Épinal ;
- le relais bmi de Golbey ;
- la médiathèque de Capavenir-Vosges ;
- la médiathèque de Deyvillers ;
- la médiathèque du Val de Vôge à Bains-les-Bains ;
- la Xertithèque, la médiathèque de Xertigny.

La bmi a ouvert ses portes en avril 2009, suivi du relais bmi de Golbey dont les espaces ont été rénovés. Les médiathèques de Thaon-les-Vosges et de Deyvillers ont respectivement rejoint le réseau en janvier et juillet 2013. La médiathèque de Bains-les-Bains a intégré le réseau au 1er janvier 2017 et celle de Xertigny en janvier 2022.

## Les collections

### Les collections "adulte"
Le secteur Adultes propose des collections comprenant :
- des bandes dessinées et mangas ;
- des romans de science-fiction, policiers, historiques, du terroir, sentimentaux, de la poésie, des nouvelles, des essais, du théâtre, des journaux intimes et de la correspondance ;
- des livres et des DVD documentaires dans les domaines suivants : philosophie, psychologie, religion, société, langues, sciences et techniques, arts, sports, géographie et tourisme, histoire.
- des livres lus et des ouvrages en grands caractères ainsi que des équipements spécialisés pour les malvoyants.
- des méthodes de langues, dictionnaires, livres de grammaire et livres dans quatorze langues : allemand, anglais, arabe, chinois, espagnol, grec ancien, hébreu, italien, japonais, latin, portugais, russe, turc et français langue étrangère.
- des ouvrages sur la Lorraine et les Vosges

### Les collections "jeunesse"
Le secteur jeunesse propose 35 000 documents pour tous les âges jusqu'à 14 ans : 
- des livres : bandes dessinées, mangas, romans de science fiction, policiers et des documents qui répondent à toutes les questions ;
- des magazines et des journaux sur l’actualité, la science, la littérature, les animaux… ;
- des DVD : films, dessins animés, séries télé et documentaires ;
- des CD de livres lus ;
- deux postes de télévision permettent d’écouter de la musique ou de regarder un DVD ;
- 7 800 albums et des magazines leur sont proposés dans un espace lumineux et coloré ;
- CD de chansons enfantines, comptines, berceuses et histoires et DVD ;
- des livres de contes.

### Les collections "Musique et Images"
- 5800 DVD de films;
- Plus de 800 DVD documentaires ;
- 13 000 CD ;
- 450 méthodes et partitions ;
- Plus de 3 500 livres autour de la photographie, du cinéma, de la musique et des arts du spectacle.

### La presse
170 magazines, revues et journaux répartis autour de 3 thématiques :
- actualités : Journaux locaux, nationaux, internationaux ;
- pratique : presse féminine, santé, famille, cuisine ;
- connaissance : Philosophie, Littérature, économie, finances, Nature, Géographie, Sciences, Art, Histoire, politique, sport.

### La didacthèque
La bmi bénéficie d’un partenariat avec le réseau Canope des Vosges (ex-CDDP). Ainsi l’espace didacthèque propose un fonds documentaire spécialisé dans l'éducation, la pédagogie et la formation.

### Les collections patrimoniales

#### Les manuscrits

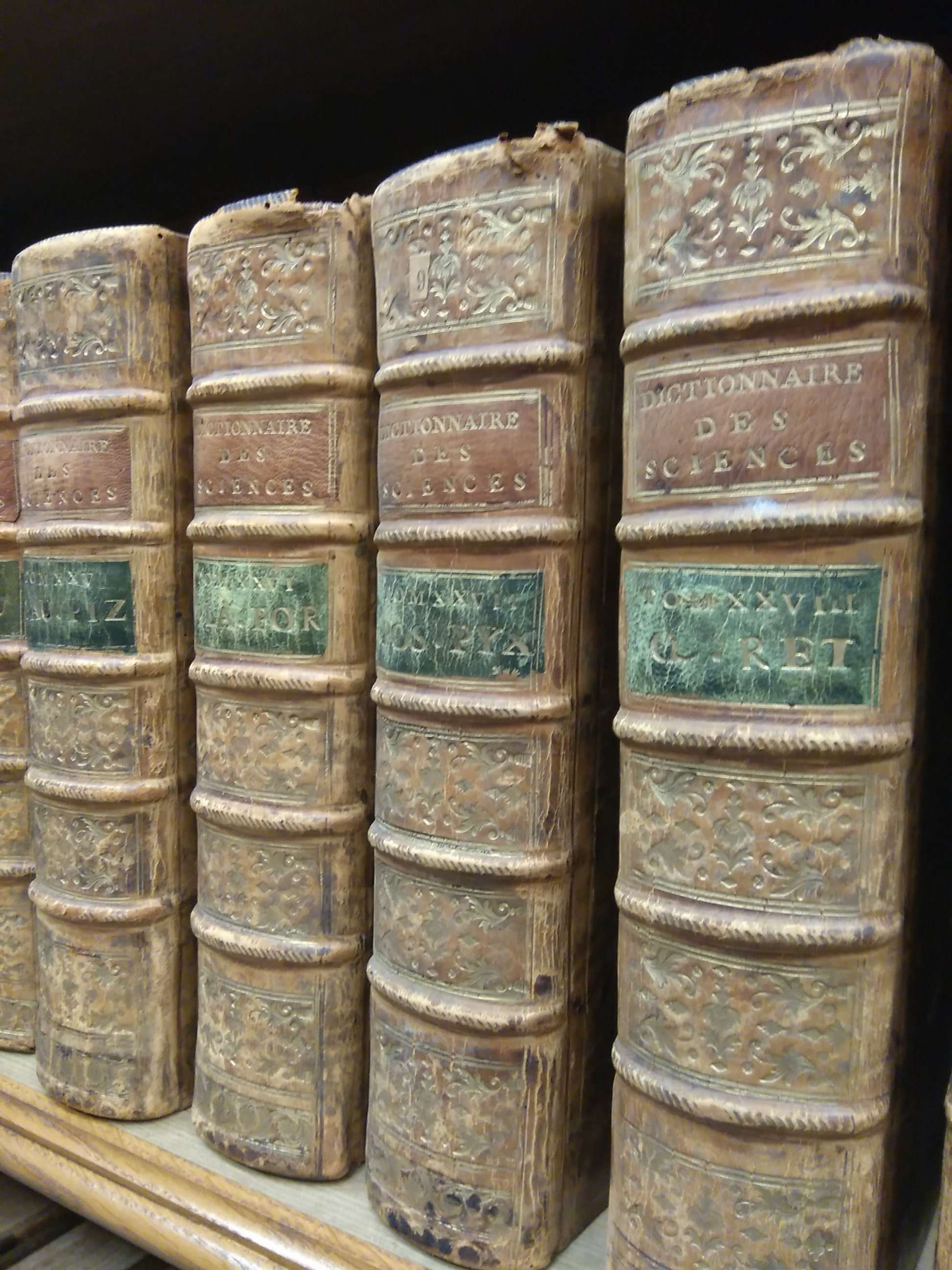
Extrait du fonds patrimonial de la bmi

La bmi conserve 327 manuscrits du VIIIe siècle à nos jours. Ces ouvrages sont pour la plupart issus des confiscations révolutionnaires des bibliothèques des abbayes de Senones et de Moyenmoutier.
La bmi possède deux manuscrits du VIIIe siècle provenant de l'abbaye de Moyenmoutier :
- Le Glossaire d'Épinal[5] (MS 72 P/R) qui est daté de 734 renferme un corpus de 3 200 inscriptions dont 950 en vieil anglais. C'est un document majeur pour la connaissance de la langue anglaise dans ses formes les plus anciennes. Les images qui composent les vitrages de la bmi sont issues des pages du Glossaire. L'ensemble du manuscrit est également disponible sur Wikimedia Commons.
- Les Épîtres de saint Jérôme[6] (MS 149 P/R) sont copiées en 744 pour l'abbaye de Murbach en Alsace. Elles ont été empruntées et jamais rendues par Dom Hyacinthe Alliot, abbé de Moyenmoutier, à la fin du XVIIe siècle.Plat supérieur de la reliure de l'Évangéliaire pourpre

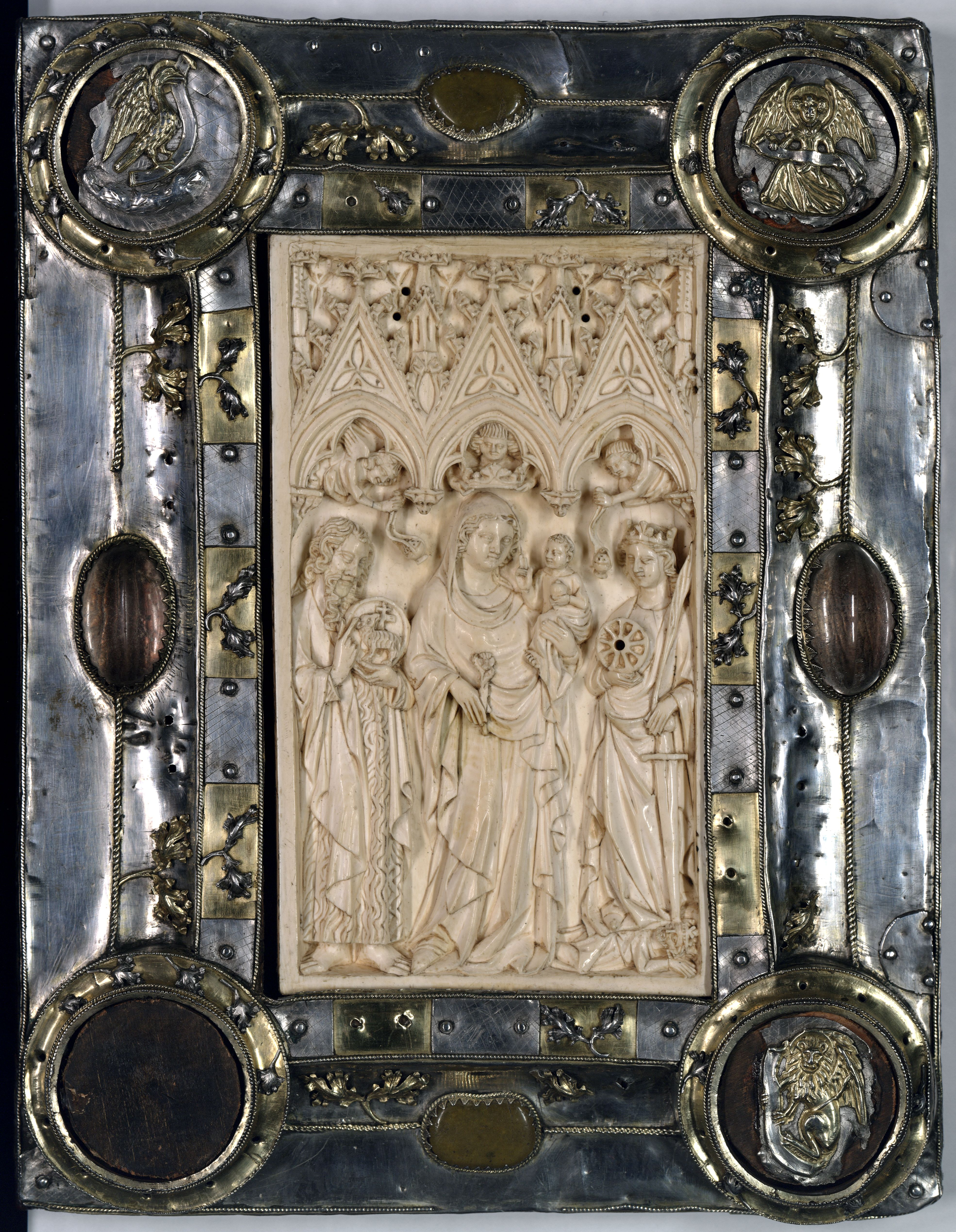
Plat supérieur de la reliure de lÉvangéliaire pourpre

- L'Évangéliaire pourpre[7] (MS 265 P/R) est un manuscrit daté du IXe siècle appartenant alors au chapitre d'Épinal. Il se caractérise par une précieuse reliure de métaux et d'ivoire, des feuillets de parchemin pourpré écrit avec de l'or, et de deux miniatures du xve siècle réalisées par le Maître de Saint-Goery.

La bmi possède également trois livres d'heures manuscrits dont l'un à l'usage du diocèse de Bayeux (MS 243(100) P/R) datant du XVe siècle et composé de 28 miniatures attribuées au Maître du Missel de Yale . 
La bmi conserve la seconde collection de manuscrits musicaux notés médiévaux de Lorraine, après celle de Verdun. Cette collection a été étudiée par Christian Meyer et a donné lieu à une publication et à une campagne de numérisation. 54 manuscrits ont été numérisés et sont disponibles en ligne sur la base collections numérisées de la bmi.

#### Les incunables
La bmi possède dans son fonds patrimonial 102 incunables, provenant des  confiscations révolutionnaires effectuées dans les bibliothèques d'abbayes vosgiennes et des princes de Salm. Deux de ces incunables sont numérisés et disponibles en ligne.

#### Le Fonds local
La bmi conserve un vaste ensemble d'ouvrages manuscrits ou imprimés concernant la Lorraine et plus spécifiquement les Vosges. Ce fonds local a pour origine les confiscations révolutionnaires, mais il continue de s'accroître par l'acquisition d'ouvrages anciens et récents.

#### La presse ancienne
La bmi conserve une collection importante de presse ancienne, locale et nationale. Il faut noter la présence des premières publications périodiques françaises : le Journal des Savants (1672) ou encore le Mercure Français (1611). La bmi possède également le tout premier imprimé périodique spinalien : l'Almanach civique du département des Vosges pour l'année 1791. Les titres locaux sont nombreux : La Semaine religieuse de Saint-Dié, les Annales de la Société d'émulation des Vosges, Eux et nous : journal des prisonniers de guerre de Remiremont, etc. On trouve également des journaux anciens plus classiques : Le Télégramme des Vosges, Le Journal des Vosges...

#### Les collections iconographiques

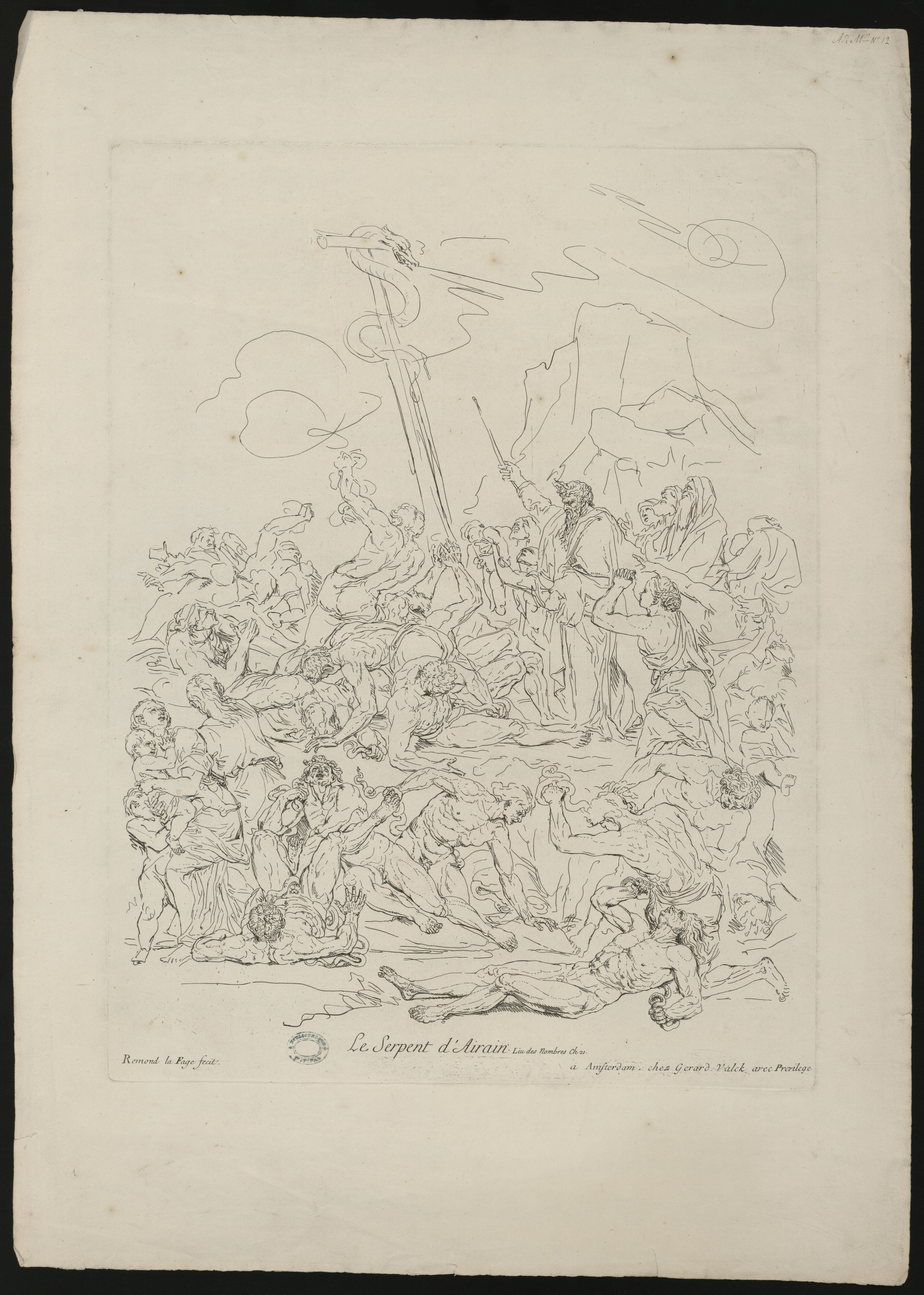
Le serpent d'Airain (1670 - 1684), de Raymond Lafage. Estampe ayant appartenu aux princes de Salm.

Constitué dès l'origine de la bibliothèque, cette collection était composée essentiellement d'estampes en feuilles, provenant surtout de la collection des princes de Salm, et de grands recueils d'estampes comme les Prisons de Piranèse ou l'Atlas anatomique de Gautier d'Agoty. Mais on retrouve aussi des estampes et lithographies d'artistes du xixe siècle, comme Charles Pensée ou E. Ravignat.
Par la suite, ce fonds s'est considérablement enrichi avec notamment la constitution d'une collection de plus de 5 500 cartes postales sur Épinal et les Vosges. Près de 4 000 de ces cartes ont été numérisées et sont accessibles en ligne sur Limédia galeries , mais aussi sur Wikimedia Commons. Nombre d'entre elles ont été prises par Paul Testart.
 
À ces documents s'ajoutent des affiches de la Grande Guerre numérisées, des cartes et plans.

#### Les fonds particuliers
La bmi conserve aussi des collections en rapport avec des personnalités liées à la ville.
Le fonds Richard Rognet est constitué de manuscrits, tapuscrits, pré-publications, éditions originales, éléments de correspondance, dossiers de presse, photographies et documents divers relatifs à l’œuvre du poète. Ils font l’objet d’une donation de sa part depuis 2002.
La bibliothèque personnelle de Philippe Séguin, maire d’Épinal de 1983 à 1997 et député des Vosges de 1978 à 2002, a été léguée à la ville d'Épinal et a été déposée à la bmi en 2012. Composée de 6 800 documents, majoritairement des livres du dernier quart du XXe siècle, elle reflète la vie politique, économique, sociale mais aussi culturelle et sportive du pays et témoigne de l’attachement de Philippe Séguin à sa terre d’adoption, les Vosges. Une grande partie des livres avaient été reliés par leur propriétaire et plus de 2 000 portent une dédicace.
L’œuvre de l’écrivain régionaliste René Perrout (1863-1920) a aussi fait l’objet d’un legs à la ville d’Épinal, en 2013. De lui, la bmi conserve des ouvrages et des brochures, des pièces de correspondance ainsi que quelques manuscrits.

#### Les objets remarquables
La bmi possède dans ses collections patrimoniales des objets plus insolites.

##### Le globe manuscrit
Ce globe, acheté par la municipalité d'Épinal en 1828, a été réalisé par Étienne Forfillier, principal du collège de Mirecourt.
Il est entièrement manuscrit et il est fabriqué de manière artisanale : chaque hémisphère est constitué de 38 fuseaux en papier vergé, collés à même la boule de bois. Il est exposé dans la salle des boiseries de la bmi.

##### Le portefeuille d’estampes des Princes de Salm
De la collection des princes de Salm, la bmi conserve un portefeuille pour conserver les estampes. De très grandes dimensions, ce portefeuille est en carton bouilli recouvert de parchemin vert. Ce portefeuille a été restauré par les ateliers de restauration de la BnF (Site Richelieu), en 2006.

## Les services

### Les services dans les murs
- Consultation sur place de tous les documents, visionnage des films sur les postes de télévision ou écoute des CD sur les bornes
- Abonnement permettant d’emprunter jusqu'à 15 documents pour une durée de 3 semaines, renouvelable sur demande
- Prêt entre bibliothèques
- Mise à disposition de carrels, de salles de travail, d’un auditorium et d’un atelier multimédia
- Mise à disposition de photocopieurs-imprimantes
- Accueil de groupes
- Animations : conférences, heures du conte, expositions, projections, etc.
- Ressources et services destinés aux personnes souffrant d’un handicap
- Une salle de consultation pour le fonds patrimonial

### Les services hors les murs
La bmi a également pour mission la diffusion hors les murs de la lecture et du livre.
- Le relais du Chapitre : la bmi propose des collections renouvelées régulièrement, livres en gros caractères, documentaires ;
- Lecture au centre hospitalier Émile-Durkheim : la bmi fait une sélection de livres pour les bénévoles de l'association « Lire et faire lire ». Ceux-ci racontent ces histoires aux enfants hospitalisés en pédiatrie chaque vendredi après-midi ;
- Chaque été la bmi propose un salon de lecture au Port d’Épinal, le mercredi et le samedi de 14h30 à 17h30 et dans les centres sociaux le mardi de 14h à 16h.

### Les services numériques

#### Internet et Wifi
- Plus de soixante postes informatiques avec accès Internet répartis dans la bibliothèque sont accessibles. Des salons numériques permettent d'utiliser des applications via des tablettes tactiles ;
- Accès WiFi.

#### Service jeux vidéo
Le service jeu vidéo de la bmi propose : 
- des consoles PS5, Xbox One, Wii et Wii U ainsi que des consoles portables (Switch, DS, 2DS, 3DS, PSVita) ;
- plus d’une centaine de jeux récents de tous types et pour tous les âges ;
- animations : tournois (League of Legends, Hearthstone: Heroes of Warcraft, etc.), Retrogaming, etc.

#### Ressources numériques
La bmi donne accès à un ensemble de ressources numériques via les bibliothèques numériques Limédia Galeries, Kiosque et Mosaïque.